# Anisodes obscurata
Anisodes obscurata là một loài bướm đêm trong họ Geometridae.